# Список замків Англії

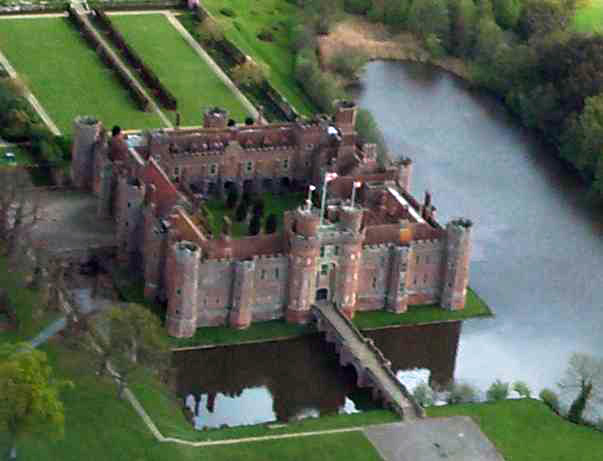
Замок Херстмонсо

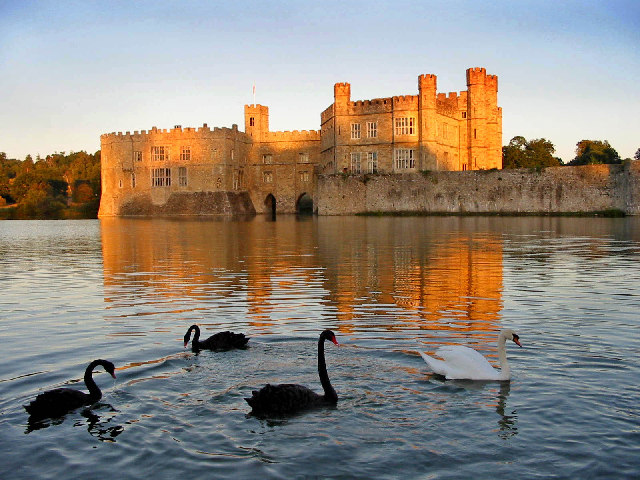
Замок Лідс

- Арандел
- Айкворт
- Бамбург
- Барнард
- Бівер (також Бельвуар)
- Віндзор
- Бодіам
- Бро[en]
- Вінчестер
- Ворик
- Дарем
- Дувр
- Замок Кенілворт
- Корф
- Лалворт
- Лідс
- Замок Лімп
- Монтакут
- Манчестер
- Орфорд
- Прадо
- Пекфортон[en]
- Рочестер[en]
- Скарборо
- Тауер
- Таттершел[en]
- Тінтагель
- Фрамлінгем[en]
- Хадлі[en]
- Хелмслі[en]
- Херстмонсо[en]
- Говард
- Фотерінгей
- Чатсворт

## Світлини замків

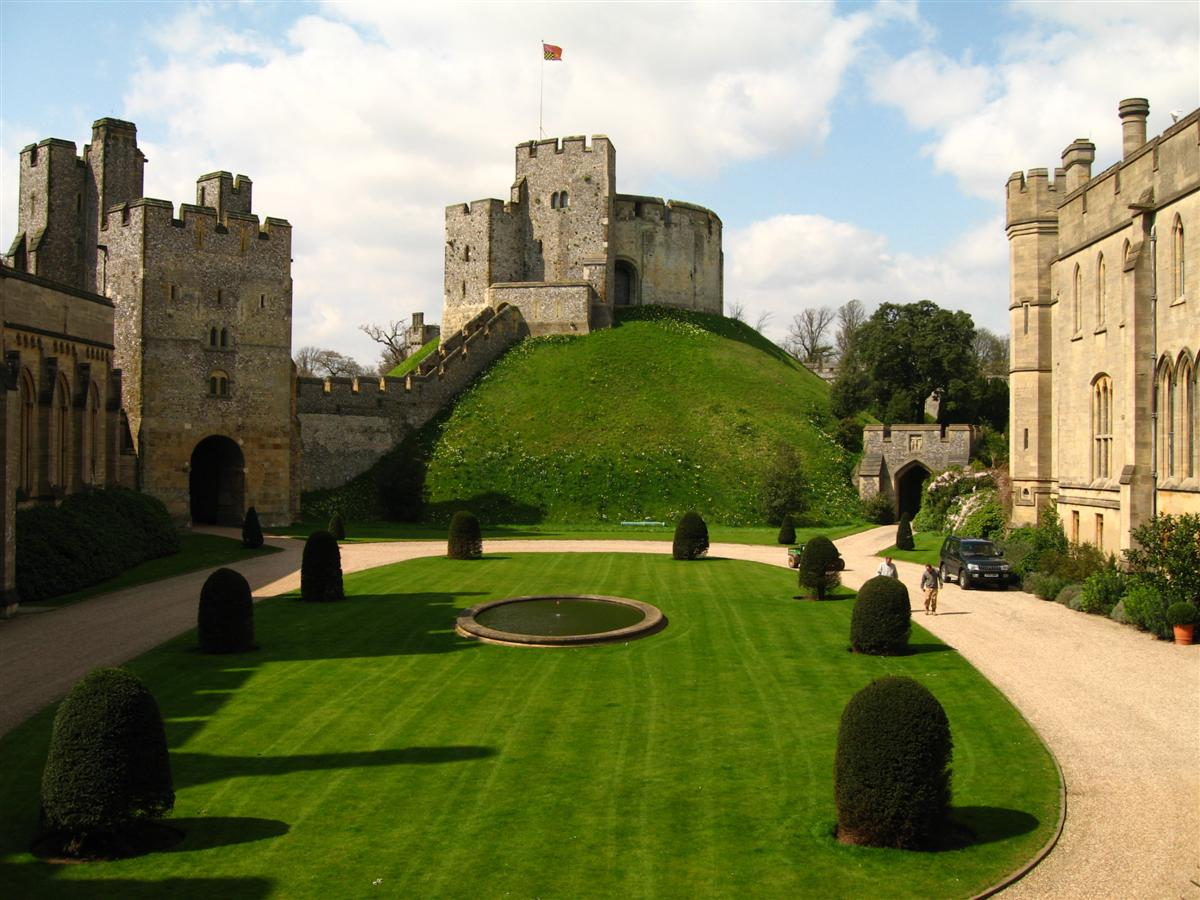
Замок Арундел
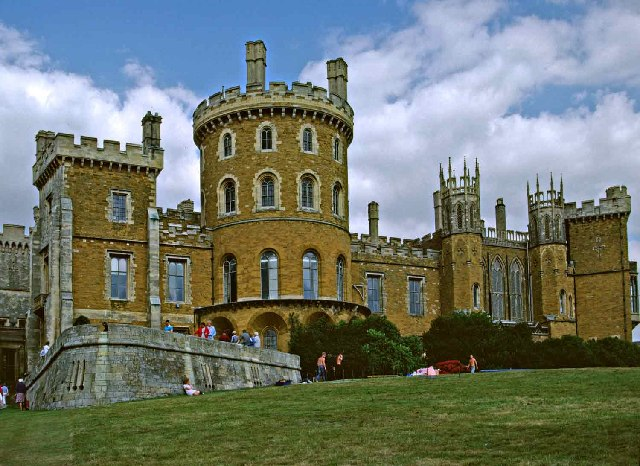
Замок Бівер, або Бельвуар
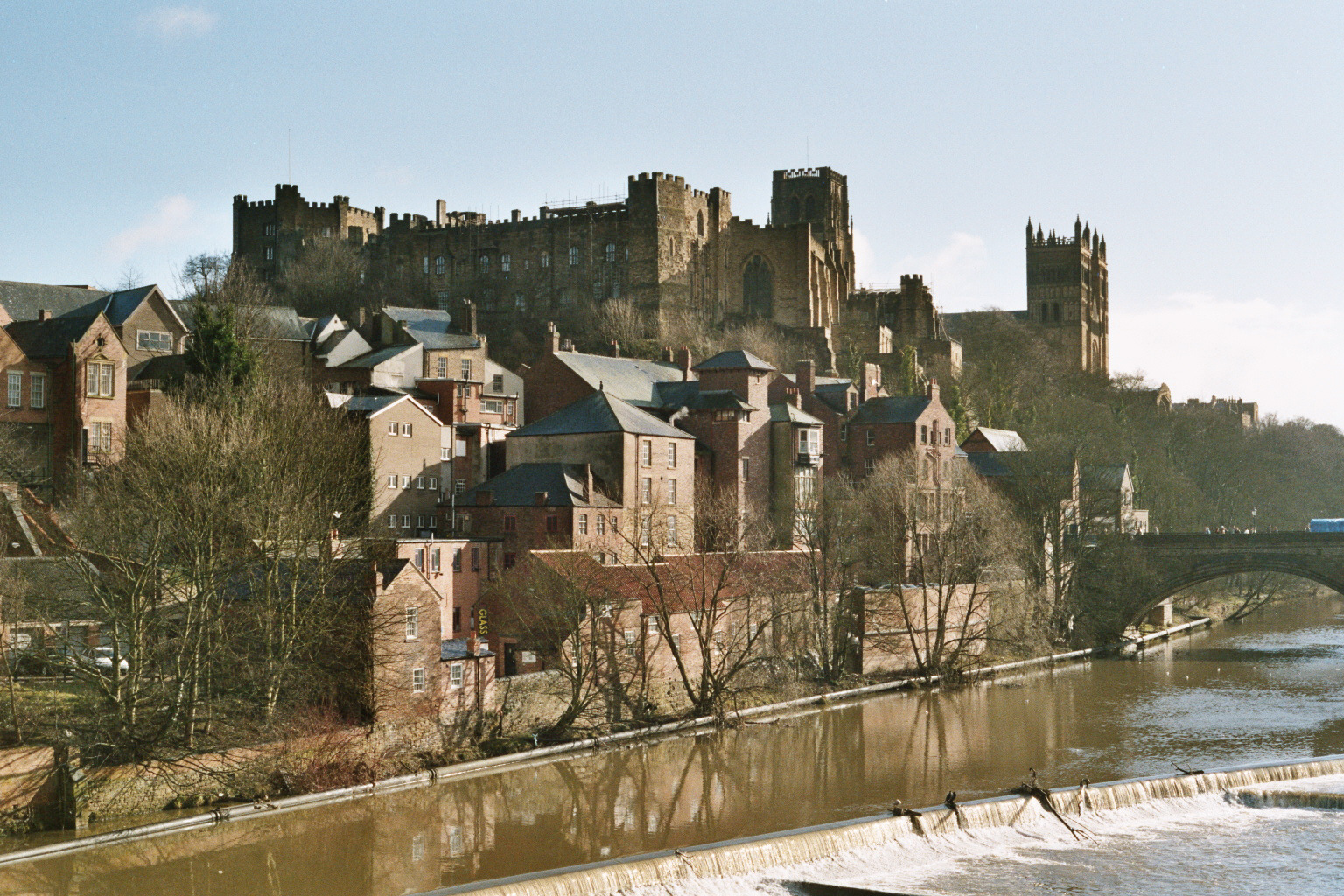
Замок Дарем
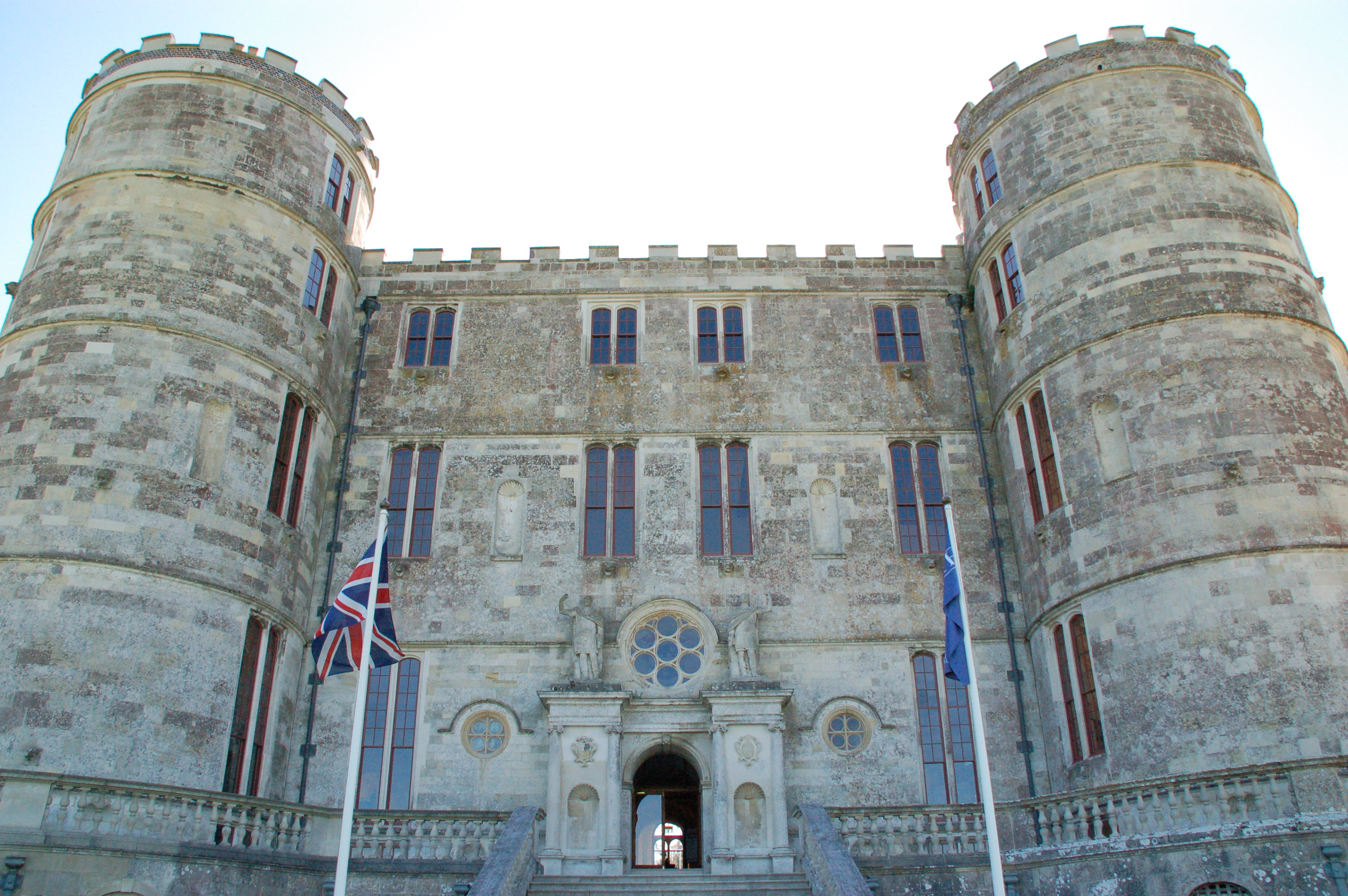
Замок Лалворт
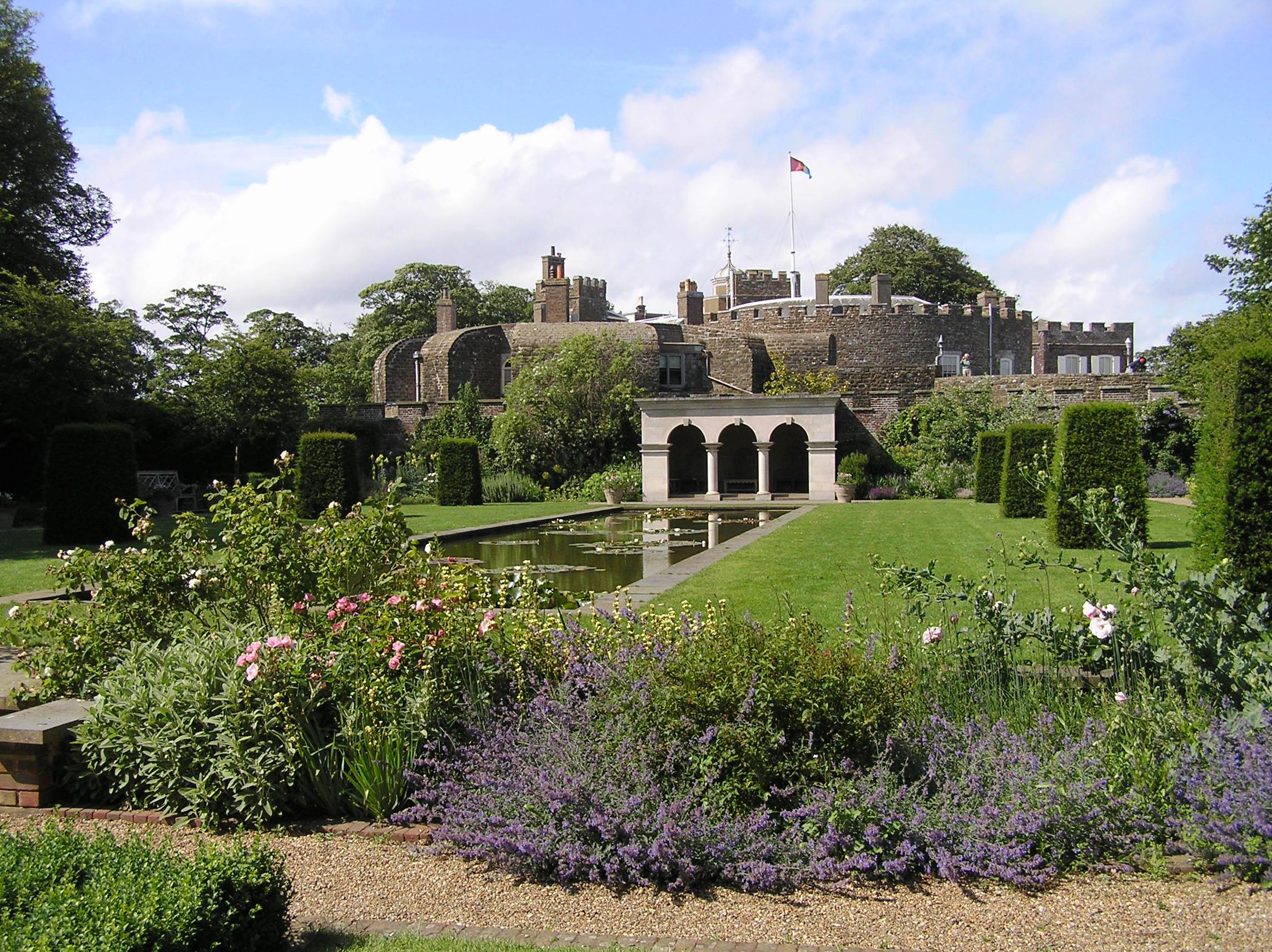
Замок Валмер, сад
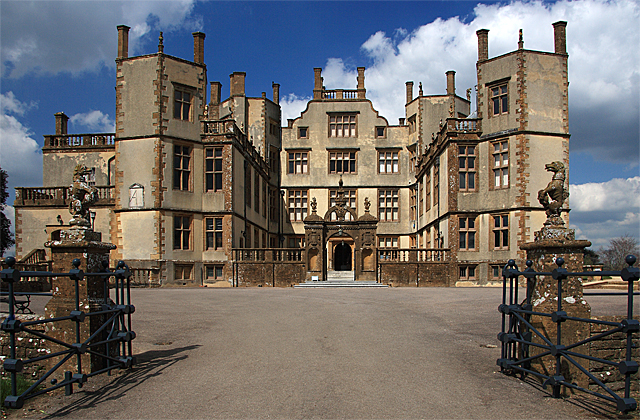
Замок Шерборн